# Michele Paramatti
Michele Paramatti (Salara, Provincia de Rovigo, Italia, 10 de marzo de 1968) es un exfutbolista italiano. Se desempeñaba en la posición de defensa.

## Clubes
| Club             | País   | Año       |
| ---------------- | ------ | --------- |
| S. P. A. L. 1907 | Italia | 1986-1987 |
| U. S. Russi      | Italia | 1987-1989 |
| S. P. A. L. 1907 | Italia | 1989-1995 |
| Bologna F. C.    | Italia | 1995-2000 |
| Juventus F. C.   | Italia | 2000-2002 |
| Bologna F. C.    | Italia | 2002-2003 |
| A. C. Reggiana   | Italia | 2003-2004 |

## Palmarés

### Campeonatos nacionales
| Título  | Club             | País   | Año     |
| ------- | ---------------- | ------ | ------- |
| Serie C | S. P. A. L. 1907 | Italia | 1991-92 |
| Serie B | Bologna F. C.    | Italia | 1995-96 |
| Serie A | Juventus F. C.   | Italia | 2001-02 |

### Copas internacionales
| Título         | Club          | País   | Año  |
| -------------- | ------------- | ------ | ---- |
| Copa Intertoto | Bologna F. C. | Italia | 1998 |